# Mathias Schreiber
Mathias Schreiber (* 19. Februar 1943 in Berlin; † 8. Dezember 2019 in Bad Bevensen) war ein deutscher Journalist und Publizist. Er war sieben Jahre lang Feuilleton-Chef beim Kölner Stadt-Anzeiger, neun Jahre Feuilleton-Redakteur der Frankfurter Allgemeinen Zeitung sowie vierzehn Jahre, von 1991 bis 2005, einer von zwei Leitern des Ressorts Kultur beim Magazin Der Spiegel. Schwerpunkt seiner literarischen Tätigkeit war die Kultur- und Ideengeschichte; darüber hinaus schrieb er über Lyrik und Architektur und war selbst Lyriker. Er war Mitglied im PEN-Zentrum Deutschland.
Mathias Schreiber war ein Sohn des Malers Otto Andreas Schreiber.

## Veröffentlichungen
- Ein Steinbock steht im Zimmer. Gedichte. Luchterhand 1967.
- Die unvorstellbare Kunst. Die Stärke des Schwachen als poetisches Prinzip, V. Klostermann 1970.
- Kunst zwischen Askese und Exhibitionismus. DuMont Dokumente 1974.
- Gänseblume auf der Nord-Süd-Fahrt. Gedichte, artemedia 1982.
- Deutsche Architektur nach 1945 (Hrsg. u. Autor), DVA 1986.
- Geschichte der deutschen Literatur (mit Gerhard Fricke). 20. Aufl. F. Schöningh 1988.
- Marcel Reich-Ranicki (Biografie, mit Volker Hage). Kiepenheuer & Witsch 1995; NA 2018.
- Was von uns bleibt. Über die Unsterblichkeit der Seele. DVA 2008.
- Das Gold in der Seele. Die Lehren vom Glück. DVA 2009.
- Die Zehn Gebote. Eine Ethik für heute. DVA 2010.
- Würde – Was wir verlieren, wenn sie verloren geht. DVA 2013. ISBN 978-3-421-04600-0
- Verräter – Helden der Finsternis von Judas bis Snowden. Zu Klampen 2017.
- Maler und Sohn. Eine Künstlerfamilie zwischen Ost und West. Verlag der Kunst Dresden 2020.